# Tephrosia luzoniensis
Tephrosia luzoniensis är en ärtväxtart som beskrevs av Julius Rudolph Theodor Vogel. Tephrosia luzoniensis ingår i släktet Tephrosia och familjen ärtväxter. Inga underarter finns listade i Catalogue of Life.

## Bildgalleri

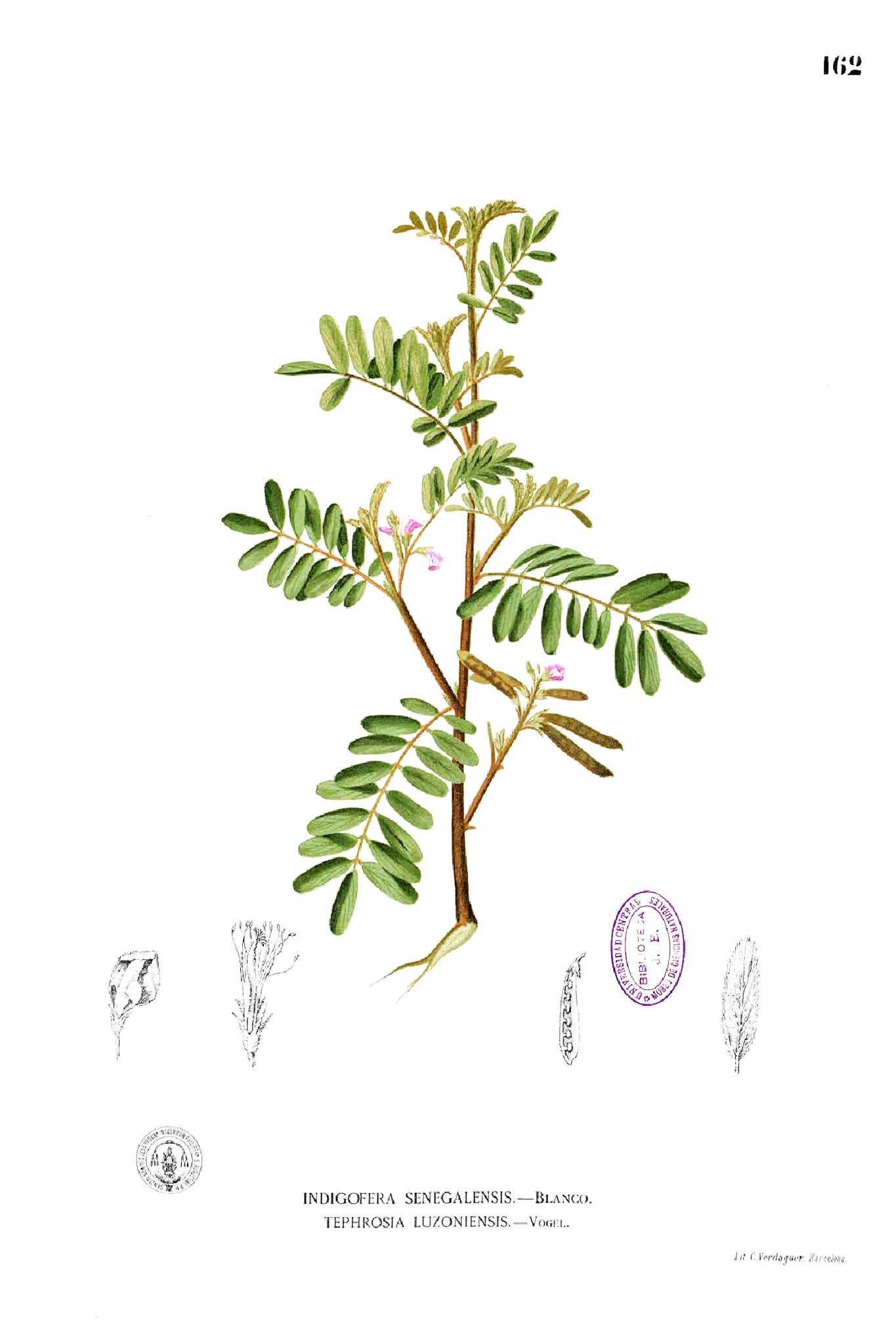